# Аганус
Аганус  (азерб. Ağanus) — село в Лачинском районе Азербайджана.

## История
Село Аганус находится в сельском административном округе Фаталипея Лачинского района. Он получил свое название от одноименного минерального источника в этом районе. По мнению некоторых исследователей, топоним состоит из слов аг (белый) и наус (по-арабски "храм") и означает "Храм белого цвета". Во времена Сасанидов надгробное сооружение поклонников зороастризма также называлось "наус".
В ходе Карабахской войны в 1992 году село перешло под контроль непризнанной Нагорно-Карабахской Республики.

### Новый период
Согласно заявлению о прекращении огня, подписанному в конце Второй Карабахской войны в 2020 году, 1 декабря 2020 года село НКР потерял контроль над территорией. Село расположено в новом коридоре, контролируемом российскими миротворцами. В результате антитеррористических операций локального характера, проведенных 19 сентября 2023 года, контроль над селом перешло ВС Азербайджанской Республики.